# Iwona Bota
Iwona Bota (ur. 22 sierpnia 1985), polska lekkoatletka specjalizująca się w biegach górskich.

## Kariera
Zawodniczka klubu LKS "Sana" Kościan.
Dwukrotna uczestniczka Mistrzostw Europy w biegach górskich.

### Osiągnięcia
- 2006 Brenna  Mistrzostwa Polski w biegach górskich w stylu anglosaskim złoty medal
- 2006 Międzygórze  Mistrzostwa Polski w biegach górskich w stylu alpejskim brązowy medal
- 2007 Ustrzyki Dolne  Mistrzostwa Polski w biegach górskich w stylu anglosaskim srebrny medal